# Taeniophyllum gracile
Taeniophyllum gracile är en orkidéart som först beskrevs av Robert Allen Rolfe, och fick sitt nu gällande namn av Leslie Andrew Garay. Taeniophyllum gracile ingår i släktet Taeniophyllum och familjen orkidéer.
Artens utbredningsområde är Fiji. Inga underarter finns listade i Catalogue of Life.